# Onthophagus kolenatii
Onthophagus kolenatii är en skalbaggsart som beskrevs av Edmund Reitter 1893. Onthophagus kolenatii ingår i släktet Onthophagus och familjen bladhorningar. Inga underarter finns listade i Catalogue of Life.